# 큰흙파는쥐
큰흙파는쥐 또는 큰주머니고퍼(Orthogeomys lanius)는 흙파는쥐과에 속하는 설치류의 일종이다. 멕시코 동부 지역 베라크루스주의 토착종이다. 해발 1,300m의 시틀랄테페틀 산 남동부 경사면에서만 발견된다.